# UCI-Mountainbike-Eliminator-Weltcup 2018
Beim UCI-Mountainbike-Eliminator-Weltcup 2018 wurden durch die Union Cycliste Internationale die Weltcupsieger im Cross-Country Eliminator ermittelt.

## Ablauf
Nach 2017 wurde der Weltcup zum zweiten Mal durch Leitung von City Mountainbike im Auftrag der UCI organisiert. Wie im Vorjahr enthielt die ursprüngliche Terminplanung acht Läufe, darunter einen in Bangkok, der nicht durchgeführt werden konnte. Die verbliebenen sieben Veranstaltungen waren wie folgt:
- Columbus: 3. Juni
- Volterra: 16. Juni
- Graz: 28. Juli
- Apeldoorn: 2. September
- Winterberg: 16. September
- Antwerpen: 23. September
- Congonhas: 24. November

Bei allen Läufen gab es je einen Wettbewerb für Frauen und für Männer. Ein Sieg zählte 60 Punkte fürs Gesamtklassement. Der Lauf von Winterberg fand wie im Vorjahr im dortigen Kurpark statt. Schauplatz in Graz war der Karmeliterplatz. Beim Rennen im brasilianischen Congonhas waren außer den einheimischen Fahrern nur vier aus dem Ausland zugegen.

## Männer
| # | Datum         | Ort        | Erster            | Zweiter               | Dritter           |
| - | ------------- | ---------- | ----------------- | --------------------- | ----------------- |
| 1 | 3. Juni       | Columbus   | Jeroen van Eck    | Anton Olstam          | Lorenzo Serres    |
| 2 | 16. Juni      | Volterra   | Lorenzo Serres    | Titouan Perrin-Ganier | Jeroen van Eck    |
| 3 | 28. Juli      | Graz       | Daniel Federspiel | Hugo Briatta          | Fabrice Mels      |
| 4 | 2. September  | Apeldoorn  | Simon Gegenheimer | Titouan Perrin-Ganier | Jeroen van Eck    |
| 5 | 16. September | Winterberg | Fabrice Mels      | Jeroen van Eck        | Simon Gegenheimer |
| 6 | 23. September | Antwerpen  | Lehvi Braam       | Alberto Mingorance    | Anton Olstam      |
| 7 | 24. November  | Congonhas  | Jeroen van Eck    | Luiz Henrique Cocuzzi | Simon Gegenheimer |

Gesamtwertung
| Platz | Name                  | Punkte |
| ----- | --------------------- | ------ |
| 1     | Jeroen van Eck        | 263    |
| 2     | Simon Gegenheimer     | 169    |
| 3     | Lorenzo Serres        | 160    |
| 4     | Fabrice Mels          | 124    |
| 5     | Titouan Perrin-Ganier | 123    |
| 6     | Anton Olstam          | 111    |

## Frauen
| # | Datum         | Ort        | Erste               | Zweite              | Dritte             |
| - | ------------- | ---------- | ------------------- | ------------------- | ------------------ |
| 1 | 3. Juni       | Columbus   | Ingrid Bøe Jacobsen | Ella Holmegård      | Jennifer Malik     |
| 2 | 16. Juni      | Volterra   | Ingrid Bøe Jacobsen | Coline Clauzure     | Anna Oberparleiter |
| 3 | 28. Juli      | Graz       | Anne Terpstra       | Iryna Popowa        | Marion Colin       |
| 4 | 2. September  | Apeldoorn  | Lizzy Witlox        | Coline Clauzure     | Ella Holmegård     |
| 5 | 16. September | Winterberg | Iryna Popowa        | Ingrid Bøe Jacobsen | Ella Holmegård     |
| 6 | 23. September | Antwerpen  | Ingrid Bøe Jacobsen | Anna Stray Rongve   | Zoë Mulder         |
| 7 | 24. November  | Congonhas  | Marcela Lima        | Karen Fernandes     | Tânia Pickler      |

Gesamtwertung
| Platz | Name                | Punkte |
| ----- | ------------------- | ------ |
| 1     | Ingrid Bøe Jacobsen | 265    |
| 2     | Ella Holmegård      | 150    |
| 3     | Iryna Popowa        | 138    |
| 4     | Coline Clauzure     | 118    |
| 5     | Marta Turoboś       | 93     |
| 6     | Lizzy Witlox        | 78     |